# 史濟道
史濟道（？—？），中國清朝官員，本籍中國浙江。

## 生平
史濟道於1895年（光緒21年）5月，台灣民主國短暫成立期間，接替葉意深，於台灣擔任台灣府臺灣縣知縣。管轄約今台灣中部之台中縣、台中市區域。7月，乙未戰爭戰況對台不利後，他內渡返回中國大陸。台灣縣知縣一職，也因台灣日治時期開啟而裁撤取消，成為台灣縣知事，隔月，台灣縣則正式取消改為台灣民政支部，兩者知事皆為兒玉利國。
| 前任： 葉意深 | 台灣府臺灣縣知縣 1895年上任 | 繼任： 兒玉利國（台灣縣知事；台灣日治時期） |